# Major League Baseball 1955

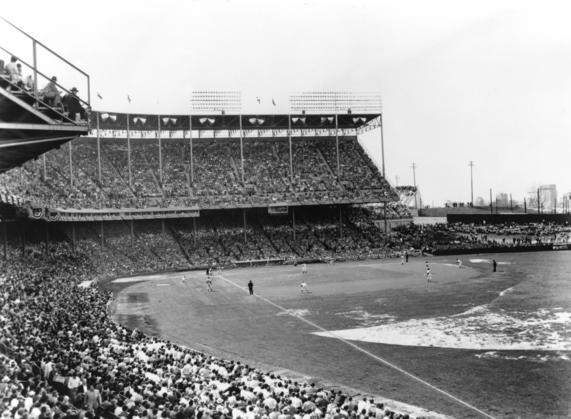
Immagine del Kansas City Municipal Stadium durante la partita inaugurale dell'aprile 1955. Lo stadio fu aperto nel 1923 ma venne demolito e ricostruito in occasione dello spostamento della franchigia degli Athletics in città.

Prima dell'inizio della stagione 1955 della Major League Baseball (MLB) la squadra dei Philadelphia Athletics si trasferì nella città di Kansas City cambiando il proprio nome.
L'All-Star Game si disputò il 12 luglio al Milwaukee County Stadium e venne vinto dalla rappresentativa della National League per 6 a 5.
Le World Series 1955 si conclusero il 4 ottobre incoronando campioni, per la prima volta nella loro storia, i Brooklyn Dodgers.

## Stagione regolare

### American League
| # | Squadra               | Vittorie | Sconfitte | Perc. | Diff. |
| - | --------------------- | -------- | --------- | ----- | ----- |
| 1 | New York Yankees      | 96       | 58        | .623  | -     |
| 2 | Cleveland Indians     | 93       | 61        | .604  | 3.0   |
| 3 | Chicago White Sox     | 91       | 63        | .591  | 5.0   |
| 4 | Boston Red Sox        | 84       | 70        | .545  | 12.0  |
| 5 | Detroit Tigers        | 79       | 75        | .513  | 17.0  |
| 6 | Kansas City Athletics | 63       | 91        | .409  | 33.0  |
| 7 | Baltimore Orioles     | 57       | 97        | .370  | 39.0  |
| 8 | Washington Senators   | 53       | 101       | .344  | 43.0  |

### National League
| # | Squadra               | Vittorie | Sconfitte | Perc. | Diff. |
| - | --------------------- | -------- | --------- | ----- | ----- |
| 1 | Brooklyn Dodgers      | 98       | 55        | .641  | -     |
| 2 | Milwaukee Braves      | 85       | 69        | .552  | 13.5  |
| 3 | New York Giants       | 80       | 74        | .519  | 18.5  |
| 4 | Philadelphia Phillies | 77       | 77        | .500  | 21.5  |
| 5 | Cincinnati Redlegs    | 75       | 79        | .487  | 23.5  |
| 6 | Chicago Cubs          | 72       | 81        | .471  | 26.0  |
| 7 | St. Louis Cardinals   | 68       | 86        | .442  | 30.5  |
| 8 | Pittsburgh Pirates    | 60       | 94        | .390  | 38.5  |

### Record Individuali

#### American League
| Stat. | Giocatore     | Squadra           | Totale |
| ----- | ------------- | ----------------- | ------ |
| AVG   | Al Kaline     | Detroit Tigers    | .340   |
| HR    | Mickey Mantle | New York Yankees  | 37     |
| RBI   | Ray Boone     | Detroit Tigers    | 116    |
| RBI   | Jackie Jensen | Boston Red Sox    | 116    |
| R     | Al Smith      | Cleveland Indians | 123    |
| H     | Al Kaline     | Detroit Tigers    | 200    |
| SB    | Jim Rivera    | Chicago White Sox | 25     |

| Stat. | Giocatore      | Squadra           | Totale |
| ----- | -------------- | ----------------- | ------ |
| W     | Bob Lemon      | Cleveland Indians | 18     |
| W     | Frank Sullivan | Boston Red Sox    | 18     |
| W     | Whitey Ford    | New York Yankees  | 18     |
| L     | Jim Wilson     | Baltimore Orioles | 18     |
| ERA   | Billy Pierce   | Chicago White Sox | 1.97   |
| K     | Herb Score     | Cleveland Indians | 245    |
| IP    | Frank Sullivan | Boston Red Sox    | 260    |
| SV    | Ray Narleski   | Cleveland Indians | 19     |

#### National League
| Stat. | Giocatore      | Squadra               | Totale |
| ----- | -------------- | --------------------- | ------ |
| AVG   | Richie Ashburn | Philadelphia Phillies | .338   |
| HR    | Willie Mays    | New York Giants       | 51     |
| RBI   | Duke Snider    | Brooklyn Dodgers      | 136    |
| R     | Duke Snider    | Brooklyn Dodgers      | 126    |
| H     | Ted Kluszewski | Cincinnati Redlegs    | 192    |
| SB    | Bill Bruton    | Milwaukee Braves      | 25     |

| Stat. | Giocatore     | Squadra               | Totale |
| ----- | ------------- | --------------------- | ------ |
| W     | Robin Roberts | Philadelphia Phillies | 23     |
| L     | Sam Jones     | Chicago Cubs          | 20     |
| ERA   | Bob Friens    | Pittsburgh Pirates    | 2.83   |
| K     | Sam Jones     | Chicago Cubs          | 198    |
| IP    | Robin Roberts | Philadelphia Phillies | 305    |
| SV    | Jack Meyer    | Philadelphia Phillies | 16     |

## Playoff

### World Series
| Data                                  | Squadra di casa  | Squadra ospite   | Ris.  |
| ------------------------------------- | ---------------- | ---------------- | ----- |
| 28/09                                 | New York Yankees | Brooklyn Dodgers | 6 - 5 |
| 29/09                                 | New York Yankees | Brooklyn Dodgers | 4 - 2 |
| 30/09                                 | Brooklyn Dodgers | New York Yankees | 8 - 3 |
| 01/10                                 | Brooklyn Dodgers | New York Yankees | 8 - 5 |
| 02/10                                 | Brooklyn Dodgers | New York Yankees | 5 - 3 |
| 03/10                                 | New York Yankees | Brooklyn Dodgers | 5 - 1 |
| 04/10                                 | New York Yankees | Brooklyn Dodgers | 0 - 2 |
| Brooklyn Dodgers vincono la serie 4-3 |                  |                  |       |

## Premi
- Miglior giocatore della Stagione

|    | Giocatore      | Squadra          |
| -- | -------------- | ---------------- |
| AL | Yogi Berra     | New York Yankees |
| NL | Roy Campanella | Brooklyn Dodgers |

- Rookie dell'anno

|    | Giocatore   | Squadra             |
| -- | ----------- | ------------------- |
| AL | Herb Score  | Cleveland Indians   |
| NL | Bill Virdon | St. Louis Cardinals |

- Miglior giocatore delle World Series

| Giocatore     | Squadra          |
| ------------- | ---------------- |
| Johnny Podres | Brooklyn Dodgers |